# (6584) Ludekpesek
(6584) Ludekpesek est un astéroïde de la ceinture principale.

## Description
(6584) Ludekpesek est un astéroïde de la ceinture principale. Il fut découvert le 31 mars 1984 à la station Anderson Mesa par Edward L. G. Bowell. Il présente une orbite caractérisée par un demi-grand axe de 2,27 UA, une excentricité de 0,10 et une inclinaison de 4,7° par rapport à l'écliptique.

## Compléments